# Fernando Silva Nieto
Fernando Silva Nieto (n. 24 de noviembre de 1950). Es un político mexicano, miembro del Partido Revolucionario Institucional, fue gobernador de San Luis Potosí entre 1997 y 2003.
Fernando Silva Nieto es abogado egresado de la Universidad Autónoma de San Luis Potosí y tiene una maestría en Ciencias Políticas en El Colegio de México, inició su actividad política como secretario particular del gobernador Guillermo Fonseca Álvarez en 1973, posteriormente fue Secretario del Ayuntamiento de San Luis Potosí, y en 1988 fue elegido Senador por el estado para el periodo que concluyó en 1991, tras lo cual se desempeñó como Coordinador del Programa Nacional de Solidaridad en el Distrito Federal; en 1994 fue nombrado Secretario de Educación del estado por el gobernador Horacio Sánchez Unzueta, quien a su vez lo nombró Secretario General de Gobierno a partir de 1995.
Fue postulado como candidato del PRI a gobernador del estado en 1997, venciendo en las elecciones por una mínima diferencia al candidato del PAN, Marcelo de los Santos, y asumiendo el cargo el 26 de septiembre del mismo año. Y se inauguran las construcciones de la biblioteca municipal Enrique Almazán Nieto, la construcción del puente Miguel Valladares anterior puente peatonal ferroviario en 1997 y la construcción del Centro Comercial El Paseo. Al finalizar su periodo, fue acusado por algunos precandidatos a gobernador de su partido, como Juan Ramiro Robledo y Elías Dip Ramé, de favorecer la postulación de Luis García Julián, quien fue elegido candidato del PRI pero resultó derrotado en la elección constitucional frente al candidato del PAN, nuevamente Marcelo de los Santos.
En 2009 es candidato del PRI a diputado federal por el V Distrito Electoral Federal de San Luis Potosí.